# Janez Krstnik Schoettl
Janez Krstnik Schoettl (tudi Schöttl), slovenski jezuit, matematik in astronom, * 1724, Steyr, avstrijska Štajerska, † 1777.

## Življenje in delo
Schoettl je predaval po avstrijskih šolah. Med letoma 1754 in 1757 je bil profesor filozofije v dunajskem plemiškem zavodu Terezijanišču.
Med letoma 1759 do 1761 je poučeval matematiko tudi v Ljubljani. Tu je 6. junija 1761 kot prvi na naših tleh opazoval navidezni prehod Venere čez Sončevo ploskvico in mrk Jupitrovih satelitov. O svojem opazovanju prehoda Venere je zapustil spis Observationes Veneris per discum Solis an. 1761 die 6. Juni transeuntis factae Labaci. Njegove meritve prehoda je pohvalila tudi pariška Akademija znanosti (Académie des sciences).
Po odhodu iz Ljubljane je bil spet profesor v Terezijanišču. Tu je sodeloval s Kristjanom Riegerjem (1714-1780), ki je na Dunaju ustanovil fizikalno-matematični kabinet, in bil od 11. junija 1772 rektor Ljubljanskega kolegija do njegove razpustitve 29 septembra 1773.
Schoettl in Rieger sta na Dunaju spoznala Ruđerja Josipa Boškovića (1711-1787).